# RQ-101 송골매
RQ-101 송골매(영어: Night Intruder-300)는 대한민국의 국방과학연구소와 한국항공우주연구원에서 개발하고 한국항공우주산업에서 생산하는 최초의 국산 무인정찰기이다. 1991년부터 개발을 시작해서, 2000년에 개발 완료되었고, 2002년부터 본격적인 양산, 실전배치를 하였다.
현재 송골매의 후속 무인정찰기인 차기 군단급 무인기(NCUAV-II)가 2012년부터 개발 중에 있다.

## 기능
2014년 4월, 북한의 소형 항공기가 잇따라 발견되자 군은 송골매 무인기를 공개하였다. 송골매 무인기는 광학 카메라를 사용하며 비행 지역의 정보를 수집하며 실제 작전시 수집된 영상은 모든 부대에 전송이 가능하다.
그 후 2022년 북한 무인기 영공 침범 사건 당시 북한 무인기 1대가 서울로 넘어오자 군 당국은 송골매 정찰기 2대를 군사분계선 5km까지 정찰한 후 복귀했다고 한다.

## 군단급 무인정찰기
KAI는 2009년 사단급 무인기 Night Intruder-100의 시험비행을 완료했다. 대한항공도 2009년 사단급 무인기 KUS-9의 시험비행을 완료했다. 현재 육군 군단에서 사용중이다.
- RQ-7 섀도 : 최대이륙중량 170 kg, 체공시간 6시간, 사단급 무인기
- RQ-2 파이오니어 : 최대이륙중량 205, 체공시간 6시간, 군단급 무인기
- 송골매 : 최대이륙중랑 290 kg, 체공시간 6시간, 30억원
- 서처 II : 최대이륙중량 500 kg, 체공시간 18시간, 50억원

## 제원
- 중량: 474 lb(215 kg)
- 최대이륙중량: 640 파운드 (290 kg)
- 최대임무중량: 110 파운드 (50kg)
- 최대수평속도: 185 kph (115 mph)
- 순항속도: 120~150 kph (75~93 mph)
- 운용고도: 15,000 ft (4.5 km)
- 운용반경: 200km (중계기 이용)
- 순항거리: 1,200 km
- 체공시간: 6 시간.
- 길이: 4.6 m
- 날개폭: 6.4 m

## 같이 보기
- RQ-2 파이오니어: 송골매와 동급인 정찰기
- 서처 II: 파이오니어 보다 훨씬 고성능의 UAV. 한국은 군단급 무인기로 송골매와 서처를 운용중이다.
- 대한항공 무인항공기: KUS-7
- KUS-9: 대한항공이 개발한 사단급 무인기 탐색개발